# Maart 2020
Dit artikel geeft een chronologisch overzicht van de belangrijkste gebeurtenissen per dag in de maand maart van het jaar 2020.

## Gebeurtenissen

### 3 maart
- De Israëlische premier Netanyahu eist de overwinning van de parlementsverkiezingen op, nadat exitpolls zijn partij Likoed als winnaar aanwijzen.[1]

### 6 maart
- In de Afghaanse hoofdstad Kabul vallen zeker 27 doden door een aanslag die wordt gepleegd tijdens een herdenking. IS eist de aanslag op.[2]

### 8 maart
- De Italiaanse premier Giuseppe Conte ondertekent een decreet dat circa 16 miljoen mensen in Italië onder quarantaine zet. De maatregel is nodig vanwege de explosieve stijging in Italië van het aantal personen dat met het virus SARS-CoV-2 is besmet.[3]

### 11 maart
- De Wereldgezondheidsorganisatie verklaart de uitbraak van het coronavirus SARS-CoV-2 officieel tot pandemie.[4]

### 12 maart
- De Belgische federale regering kondigt lockdownmaatregelen aan in de strijd tegen het coronavirus SARS-CoV-2.[5]

### 15 maart
- De Nederlandse regering kondigt een 'intelligente lockdown' af tegen de bestrijding van het coronavirus SARS-CoV-2. Hierdoor sloten alle horecagelegenheden, sportclubs, sekswerkers, sauna's en scholen.

### 17 maart
- Vanwege de coronapandemie wordt het EK Voetbal dat voor komende zomer stond gepland, uitgesteld tot 2021.[6]

### 18 maart
- Vanwege de coronapandemie wordt het Eurovisiesongfestival 2020, dat voor mei stond gepland, geannuleerd.[7]
- In Italië vallen in één dag tijd 475 nieuwe doden door het coronavirus SARS-CoV-2. Niet eerder sinds het begin van de uitbraak van de ziekte vielen er ergens in een dag tijd zoveel doden.[8] Lees verder
- De Amerikaanse president Donald Trump annuleert vanwege de coronaviruspandemie de G7-bijeenkomst, die in juni op Camp David zou plaatsvinden. In plaats daarvan zal er een videoteleconferentie worden gehouden.[9]

### 19 maart
- In  Italië stijgt het aantal doden als gevolg van het coronavirus SARS-CoV-2 tot 3405, waarmee het land China voorbijstreeft wat betreft het aantal doden door het nieuwe virus.[10] Lees verder
- De Grand Prix Formule 1 van Nederland 2020, die in mei zou plaatsvinden, wordt vanwege de coronapandemie tot nader order uitgesteld.[11]

### 20 maart
- België sluit om 15u00 zijn grenzen in de strijd tegen het coronavirus.[12]

### 21 maart
- In  Italië vallen binnen een dag tijd 793 nieuwe doden als gevolg van het coronavirus SARS-CoV-2, met name in Bergamo.[13]
- In Spanje  stijgt het aantal doden als gevolg van het coronavirus SARS-CoV-2 binnen een dag tijd met bijna een derde, tot 1326.[14] Lees verder

### 22 maart
- De Kroatische hoofdstad Zagreb wordt getroffen door een aardbeving met een kracht van 5,3. Onder meer de kathedraal wordt zwaar beschadigd.[15]

### 27 maart

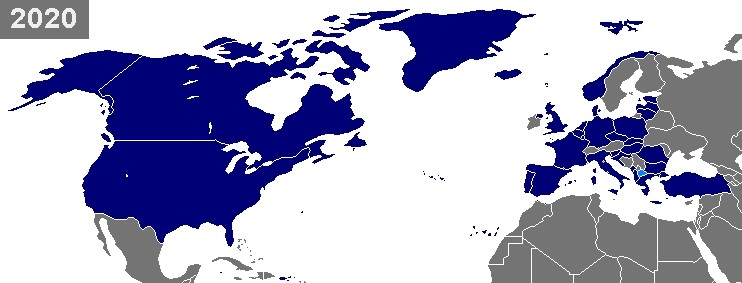
27 maart - Noord-Macedonië wordt lid van de NAVO

- Noord-Macedonië wordt lid van de NAVO.[16]

### 28 maart
- In Etten-Leur vindt een viervoudige moord plaats in relationele sfeer. De 33-jarige vader Onur K. wordt aangehouden.

## Overleden
<< · januari · februari · maart · april · mei · juni · juli · augustus · september · oktober · november · december · >>